# Varese Calcio 1983-1984
Questa voce raccoglie le informazioni riguardanti il Varese Calcio nelle competizioni ufficiali della stagione 1983-1984.

## Divise e sponsor
Lo sponsor tecnico per la stagione 1983-1984 è adidas, lo sponsor ufficiale è Hoonved.
| Casa |

## Rosa
| N. |                   | Ruolo | Calciatore           |
| -- | ----------------- | ----- | -------------------- |
|    | Italia (bandiera) | A     | Gaetano Auteri       |
|    | Italia (bandiera) | C     | Gabriele Bongiorni   |
|    | Italia (bandiera) | D     | Marco Cecilli        |
|    | Italia (bandiera) | D     | Aldo Cerantola       |
|    | Italia (bandiera) | C     | Gianni Cristiani     |
|    | Italia (bandiera) | A     | Vincenzo Di Giovanni |
|    | Italia (bandiera) | D     | Roberto Gatti        |
|    | Italia (bandiera) | C     | Augusto Gentilini    |
|    | Italia (bandiera) | A     | Luca Mattei          |
|    | Italia (bandiera) | D     | Paolo Misuri         |

| N. |                   | Ruolo | Calciatore        |
| -- | ----------------- | ----- | ----------------- |
|    | Italia (bandiera) | C     | Angelo Orlando    |
|    | Italia (bandiera) | A     | Davide Pellegrini |
|    | Italia (bandiera) | A     | Gianluca Righetti |
|    | Italia (bandiera) | C     | Franco Salvadè    |
|    | Italia (bandiera) | C     | Giampiero Scaglia |
|    | Italia (bandiera) | C     | Stefano Strappa   |
|    | Italia (bandiera) | D     | Paolo Tomasoni    |
|    | Italia (bandiera) | A     | Franco Turchetta  |
|    | Italia (bandiera) | D     | Giuliano Vincenzi |
|    | Italia (bandiera) | P     | Giacomo Zunico    |

## Risultati

### Campionato

#### Girone di andata
| 11 settembre 1983 1ª giornata | Cesena | 1 – 0 | Varese |  |

| 18 settembre 1983 2ª giornata | Varese | 1 – 1 | Campobasso |  |

| 25 settembre 1983 3ª giornata | Cavese | 0 – 1 | Varese |  |

| 2 ottobre 1983 4ª giornata | Varese | 2 – 1 | Triestina |  |

| 9 ottobre 1983 5ª giornata | Sambenedettese | 1 – 1 | Varese |  |

| 16 ottobre 1983 6ª giornata | Varese | 2 – 1 | Cagliari |  |

| 23 ottobre 1983 7ª giornata | Arezzo | 1 – 0 | Varese |  |

| 30 ottobre 1983 8ª giornata | Varese | 1 – 1 | Como |  |

| 6 novembre 1983 9ª giornata | Cremonese | 3 – 0 | Varese |  |

| 13 novembre 1983 10ª giornata | Varese | 1 – 0 | Perugia |  |

| 20 novembre 1983 11ª giornata | Pistoiese | 1 – 1 | Varese |  |

| 27 novembre 1983 12ª giornata | Monza | 1 – 1 | Varese |  |

| 4 dicembre 1983 13ª giornata | Varese | 0 – 0 | Lecce |  |

| 11 dicembre 1983 14ª giornata | Pescara | 1 – 0 | Varese |  |

| 18 dicembre 1983 15ª giornata | Varese | 2 – 0 | Palermo |  |

| 31 dicembre 1983 16ª giornata | Padova | 3 – 0 | Varese |  |

| 18 ottobre 1959 17ª giornata | Varese | 0 – 2 | Atalanta |  |

| 15 gennaio 1984 18ª giornata | Empoli | 2 – 1 | Varese |  |

| 22 gennaio 1984 19ª giornata | Varese | 1 – 0 | Catanzaro |  |

#### Girone di ritorno
| 29 gennaio 1984 20ª giornata | Varese | 0 – 0 | Cesena |  |

| 5 febbraio 1984 21ª giornata | Campobasso | 0 – 0 | Varese |  |

| 12 febbraio 1984 22ª giornata | Varese | 2 – 0 | Cavese |  |

| 26 febbraio 1984 23ª giornata | Triestina | 1 – 0 | Varese |  |

| 4 marzo 1984 24ª giornata | Varese | 1 – 1 | Sambenedettese |  |

| 11 marzo 1984 25ª giornata | Cagliari | 0 – 0 | Varese |  |

| 18 marzo 1984 26ª giornata | Varese | 2 – 0 | Arezzo |  |

| 25 marzo 1984 27ª giornata | Como | 0 – 0 | Varese |  |

| 1º aprile 1984 28ª giornata | Varese | 0 – 0 | Cremonese |  |

| 8 aprile 1984 29ª giornata | Perugia | 4 – 1 | Varese |  |

| 15 aprile 1984 30ª giornata | Varese | 1 – 0 | Pistoiese |  |

| 21 aprile 1984 31ª giornata | Varese | 1 – 1 | Monza |  |

| 29 aprile 1984 32ª giornata | Lecce | 4 – 0 | Varese |  |

| 6 maggio 1984 33ª giornata | Varese | 2 – 0 | Pescara |  |

| 13 maggio 1984 34ª giornata | Palermo | 2 – 1 | Varese |  |

| 20 maggio 1984 35ª giornata | Varese | 1 – 1 | Padova |  |

| 27 maggio 1984 36ª giornata | Atalanta | 3 – 1 | Varese |  |

| 3 giugno 1984 37ª giornata | Varese | 0 – 0 | Empoli |  |

| 10 giugno 1984 38ª giornata | Catanzaro | 1 – 2 | Varese |  |